# Rio Santa Teresa
O rio Santa Teresa é um um curso de água que banha os estados de Goiás e de Tocantins, no Brasil.
Faz parte da bacia do rio Tocantins. Nasce no município de Mara Rosa e corre no sentido Sul-Norte. É o principal rio que banha o município de Porangatú Goiás. Já foi um rio com grandes variedades de peixes como a cachara, piaú cabeça gorda, pacús, trairões, jiripocas, tabaranas, peixes eletricos, arraias, jaraquis, caranhas, acará são pedro, mandins, piranhas, jaús, cachorras, matrixã, truta sulamericana (lambarí tambiú) dentre outras. Atualmente vem sendo castigado por materiais de pesca predatoria como redes e arpões e também na retirada de areia e desmatamento em toda sua bacia. Tem como principais afluentes o rio do Ouro, o rio Capivara e o rio Cana-brava.